# Pape Latyr Ndiaye
Pape Latyr Ndiaye (30 novembre 1977) è un calciatore senegalese, portiere del Douanes.

## Carriera
Con la Nazionale senegalese ha preso parte alla Coppa d'Africa 2012.